# Manifestations de 2011-2014 en Algérie
La contestation en Algérie au début de l'année 2011, sous forme d'émeutes et manifestations, débute le 3 janvier 2011 contre la flambée des prix de certaines denrées alimentaires élémentaires, et se poursuit dans le contexte du printemps arabe.
Malgré la très forte présence policière lors de chaque manifestation, souvent plus nombreuse que les manifestants, l’opposition s’organise. Une Coordination nationale pour le changement et la démocratie (CNCD) est mise en place, et appelle à onze manifestations successives (au 27 avril) et à la constitution d’un Conseil national de transition démocratique.
Contrairement aux pays voisins, la contestation n'aboutit pas à un changement institutionnel notable malgré la levée de l'état d'urgence, en vigueur depuis 1992. De nouveaux partis seront légalisés et autorisés à concourir pour les élections de l'année suivante.

## Contexte
Après un été sec marqué par des incendies de forêt sur son territoire, la Russie, troisième exportateur mondial de blé, baisse sa prévision de récolte de blé de 90 millions à 70 millions de tonnes en 2010. Plus tard, en décembre 2010, l'indice FAO des prix des produits alimentaires, mesurant les évolutions de prix d'un panier de céréales, oléagineux, produits laitiers, viande et sucre est au plus haut depuis sa création en 1990, il s'est même établi à 214,7 points, plus haut que les 213,5 points atteints en juin 2008, durant la crise alimentaire mondiale. Dans ce contexte, les prix des denrées alimentaires flambent en Algérie : le prix du kilogramme de sucre est passé de 85 DA à 120 DA en quelques mois, soit une augmentation de plus de 30 %, même chose pour l'huile, qui est passée de 640 DA à 780 DA le bidon de 5 litres, voire 980 DA pour l'huile de qualité supérieure, dans le même laps de temps (pour information, 100 DA valaient 1,00893 EUR au 26 janvier 2011). Cette hausse touche aussi les fruits et légumes et autres aliments ; ainsi, la tomate est vendue à 100 DA le kilogramme, le yaourt est passé de 14 à 16 DA la boîte, le prix de la farine est quant à lui passé de 30 DA à 50 DA le paquet d'un kilogramme, et le poivron est passé à 200 DA le kilogramme, alors que le SMIC journalier en Algérie est de 500 DA et que le taux de chômage est de 10 % officiellement, mais ce chiffre est mis en doute.
Le climat est particulièrement conflictuel : en 2010, la police intervient 113 000 fois pour des opérations de maintien de l'ordre, même si la plupart des Algériens souhaitent éviter la répétition du conflit des années 1990. Le souvenir persistant des violences de la guerre civile joua un rôle important.

## Déroulement des événements

### Débuts des émeutes

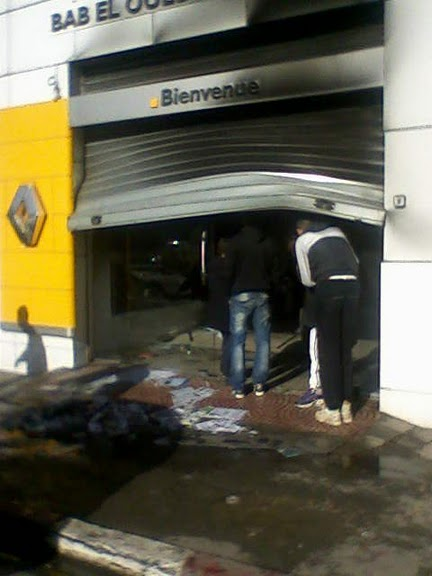
Le magasin Renault de Triolet incendié.

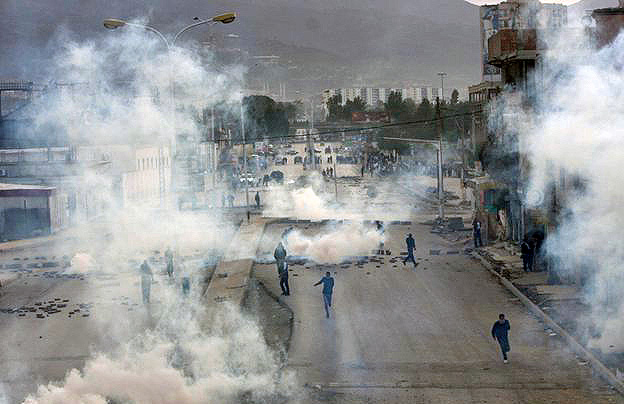
Vendredi après-midi à l'entrée de Blida, d'après illustrations sur facebook.

Les protestations contre la hausse des prix débutent à Chaiba dans la wilaya de Tipaza et se propagent à Oran, dès la soirée du lundi 3 janvier dans le quartier de Ras el Aïn. Les manifestations ont par la suite gagné d'autres quartiers d'Oran et villes d'Algérie, notamment Douaouda le 4 janvier, dans la wilaya de Tipaza, où des échauffourées éclatent entre des jeunes et la police ; plus tard ce jour-là, la même chose arrive à Fouka et à Staoueli. À la tombée de la nuit du jour suivant (le 5 janvier), l'expulsion d'un groupe de vendeurs ambulants à Bab El Oued, Alger, provoque des émeutes dans le vieux quartier des Trois-Horloges, où se trouve la Sûreté de la Daïra de Bab El Oued, un groupe de jeunes cagoulés et armés de pierres tente en vain de pénétrer dans le siège de la Sûreté de Daïra ; au lieu de cela, ils s'attaquent à un abribus, pillent deux magasins se trouvant dans le quartier, allument des feux avec des ordures et des pneus et cassent les poteaux d'éclairage public ; des show-rooms de concessionnaires automobiles sont aussi saccagés dans le quartier de Triolet, et des voitures qui étaient dedans, brûlées et détruites. Ali Belhadj, l'ex numéro deux du Front islamique du salut, parti islamiste interdit en Algérie est allé voir les jeunes manifestants à Bab El Oued, les encourageant, avant de se faire arrêter par la police le même soir. Plusieurs émeutiers sont arrêtés ce jour-là aussi par les forces de l'ordre.

### Extension vers les autres villes du pays
Les émeutes continuent à Bab El Oued durant le soir du mercredi 5 janvier, et vers 22 h, d'autres quartiers d'Alger s'embrasent, Belouizdad où des magasins sont pillés, Hussein-Dey où des bus de l'ETUSA sont brûlés, Gué de Constantine où le tunnel de Oued Ouchayah est bloqué, à Kouba, c'est la même chose à Belouizdad et à Bab El Oued. Les Eucalyptus sont eux aussi touchés, où le siège de la mairie est incendié, et la Route nationale 8, conduisant à Larbaâ est bloquée, il aura fallu l'intervention des forces de l'ordre avec des gaz lacrymogènes pour dissiper la foule, et débloquer les routes. La situation se calmera aux alentours de minuit. Seule Alger-Centre est épargné par cette vague de manifestations.
Durant la matinée du jeudi 6 janvier, à Alger, les rues sont vides, les écoles relâchent les élèves à midi, et les banques prennent leurs précautions en cas d'émeutes. Un important dispositif sécuritaire est placé autour des sièges de l'Assemblée populaire nationale, du Sénat, de la Wilaya d'Alger et de la Grande Poste, une nouvelle vague d'émeutes est attendue pour le soir. Le soir même, Bab El Oued retombe dans les émeutes, des concessionnaires automobiles sont de nouveau attaqués. Les émeutes reprennent de ce pas dans tout Alger, et même en dehors dans les villes déjà touchées. M'Sila est aussi touchée, les manifestants demandent la dissolution des chambres et la démission du Ministre du commerce.
Le vendredi 7 janvier, la situation se calme à Alger malgré les rumeurs de reprise d'affrontement après la prière du vendredi, et ceci grâce à l'important dispositif sécuritaire autour des mosquées algéroises, cependant, à Tizi-Ouzou, Béjaïa, Oran, les troubles continuent. À El Tarf, plusieurs sièges communaux, et bureaux postaux sont incendiés et ravagés, à Khemis Miliana, neuf présumés émeutiers sont mis en prison pour incitation à l'émeute et port d'arme blanche. Aïn Témouchent voit ses principaux axes bloqués par des pneus brûlés. Ce soir-là, à M'Sila, plus précisément à Aïn El Hadjel, une balle atteint ce qui sera le premier décès de ces émeutes. Plus tard dans cette nuit, une seconde victime sera déclarée à Bou Ismaïl dans la wilaya de Tipaza, morte à la suite d'un jet de bombe lacrymogène sur sa tête.
Dans la première quinzaine de janvier, le gouvernement commande un million de tonnes de blé et augmente le taux de distribution sur le marché. Les importateurs de sucre et d’huile bénéficient de nouvelles subventions destinées à faire baisser les prix.

### Manifestations pacifiques
Le 22 janvier 2011, le RCD, un parti d'opposition, a tenté d'organiser une manifestation à Alger, malgré son interdiction. Les 300 manifestants ont été encerclés par les forces de l'ordre devant le siège du parti durant six heures. Le ministère algérien de l'Intérieur a fait état de 19 blessés et de neuf interpellations mais le RCD a annoncé 49 blessés et une vingtaine d'interpellations.
Le RCD a annoncé une marche populaire dans les rues de la ville de Béjaïa pour la matinée du samedi 29 janvier 2011.
Plusieurs milliers de manifestants se sont réunis à Alger, le 12 février 2011 autour de la place du 1er mai, pour manifester contre le pouvoir algérien à l'appel de la Coordination nationale pour le changement et la démocratie (CNCD), qui rassemble des partis d'opposition, des représentants de la société civile et des syndicats non officiels. Le rassemblement, interdit par les autorités, s'est cantonné à la place, sous la surveillance d'un impressionnant dispositif policier qui a dispersé la foule.
Au plus fort de la mobilisation, les organisateurs ont avancé le chiffre de 3 000 manifestants, en face, près de 30 000 policiers étaient déployés dans le centre de la capitale algérienne. L’ancien leader du Front islamique du salut (FIS), Ali Belhadj, a tenté de se mêler au cortège, mais en a été expulsé par les manifestants qui refusent toute récupération du mouvement par les islamistes.
Une autre manifestation a été organisée par le CNCD, le 19 février à Alger, les autorités, ont encore une fois déployé un dispositif policier impressionnant dès les premières heures de la matinée sur toutes les rues de la capitale, aucune halte n'est permise pour les simples citoyens, au risque de recevoir un coup de matraque. Le dispositif de ce 19 février est plus hermétique, plus dur que celui du 12 février. Selon la CNCD pas moins de 5 000 personnes ont participé à cet événement. Un décompte des journalistes estimait à 2 000 environ le nombre de participants, tandis que le ministère de l'Intérieur annonçait 250 manifestants et 14 personnes ont été interpellés, 300 selon la CNCD.
La première manifestation à pouvoir se défaire du strict carcan policier est celle des gardes communaux, le 7 mars 2011. Ceux-ci, environ 100 000, ont défilé place des Martyrs, mais ne pouvant obtenir d'audience auprès d'Ahmed Ouyahia, se sont rendus devant le siège de l'Assemblée populaire nationale en forçant le cordon policier, puis ont entamé un sit-in.

### Mesures prises
Diverses mesures d’aides sociales, pour un coût total de 20 milliards d’euros, sont prévues, dont le prêt à 0 % pour les jeunes. Les marchands ambulants ne seront plus contrôlés. Les taxes sur les produits alimentaires sont réduites. Un plan de grands travaux de 112 milliards d’euros est lancé. En outre, des changements politiques ont lieu, dont le plus notable est la levée de l’état d’urgence.

### Grèves
Le mouvement de protestation, qui se trouve empêché de manifester par le pouvoir, mute et prend un autre visage : la protestation sociale. Dès le 17 février, les greffiers se mettent en grève (toujours en cours le 22). Ils sont rejoints en début de semaine par les enseignants et les étudiants des écoles d’ingénieur. Un collectif de chômeurs est né, un syndicat autonome, le premier, se développe dans le secteur bancaire. Une grève a lieu à Hassi M'Rel, d'autres professions se mettent en grève : médecins, cheminots, etc..
Devant la générosité du pouvoir qui accède à toutes les demandes de peur de voir s’étendre la contestation, les grèves se multiplient : on en compte 70 en mars.

### Avril 2011
Début avril, la répression se fait plus ferme, la police ouvrant la circulation sur les voies occupées par des sit-in, par exemple. Les gardes communaux qui occupent une place d’Alger sont attaqués par des baltaguiyas, la police affronte les étudiants de Boumerdès.
Les bouleversements survenant dans son voisinage immédiat obligent le gouvernement algérien à des mesures de protection de son territoire : il déploie des troupes supplémentaires sur les 2 000 km de frontière avec la Libye, en pleine guerre civile, pour éviter les infiltrations ou la récupération d’armement lourd libyen par les islamistes d’Al-Qaida au Maghreb islamique. Pour stabiliser son voisin tunisien, il lui accorde des aides financières à des conditions exceptionnelles : une aide de 100 millions de dollars, sans contrepartie, un prêt de 40 millions de dollars au taux de 1 % sur 15 ans avec une période de grâce de 5 ans, et un autre prêt de 50 millions de dollars sans intérêts.

### Mai 2011
La contestation se maintient à un niveau faible : par exemple, les habitants du quartier de Bachdjerrah manifestent chaque samedi sur la place du 1er mai à Alger.

### Juin 2011
Alors que les grèves continuent de se succéder (médecins en mai et juin 2011, postiers en juin), une émeute incendie un poste de police à Ouargla dans la nuit du 7 au 8 juin. Plusieurs personnes qui ont tenté de s'immoler par le feu à Ouargla sont en prison.

### 2013
Le 14 mars 2013 des milliers de chômeurs manifestent à Ouargla à la suite de l'appel du Comité national pour la défense des droits des chômeurs (CNDDC).

### 2014
Le 2 mars 2014, une manifestation d'opposition a eu lieu.
Le 5 mars 2014, le collectif Barakat à l'origine de la contestation pirate le site de campagne électorale de Abdelaziz Bouteflika.
Le 6 mars, une nouvelle manifestation est organisée.
Le 15 mars 2014, une autre manifestation a lieu mais sans interpellation.
Le 15 mars 2014, Barakat et le front RAFD organisent un rassemblement à Alger devant la grande poste.
Le 5 avril 2014, un rassemblement contre le 4ème mandat est organisée à El-Oued par le front RAFD, Rachad et Barakat.

## Conséquences
Le 24 février 2011, l'état d'urgence est levé, alors qu'il était en vigueur depuis le 9 février 1992 ; les manifestations sont désormais autorisées, sauf à Alger. Il a également annoncé l'ouverture de la télévision et de la radio publiques à toutes les formations et associations légales. La décision populaire de lever l'état d'urgence a notamment eu pour effets de calmer les appels à manifester.
Les différents secteurs en grève obtiennent des augmentations salariales conséquentes : 150 à 300 % pour les professeurs d'université, 110 % pour les greffiers,. Les autres professions, pêcheurs, juges, policiers, etc., obtiennent également des satisfactions[Lesquelles ?]. De plus, un plan d'aides sociales très large, s'élevant à 20 milliards d'euros, est distribué sur toutes les catégories sociales.
Les gardes municipaux réitèrent leur action début avril, et occupent la places des Martyrs à partir du 3 avril. Une grève de toute la fonction publique est lancée par le Syndicat national autonome des personnels de l'administration publique (SNAPAP), suivie à 80 %, est lancée le 6 avril, avec un programme en 11 points, et se conjugue à une grève illimitée des médecins, qui protestent contre le service civil effectué dans des zones reculées.
La sectorisation persistante des mobilisations peut expliquer l'échec d'un véritable soulèvement en Algérie. Les principales protestations observées demeurent sectorielles (enseignants contractuels, médecins résidents, étudiants, salariés du textile ou encore avocats). L'objet des revendications est souvent circonscrit.

## Naissance de nouveaux mouvements d'opposition et d'organisations de la société civile
La Coordination nationale pour le changement et la démocratie créé en janvier 2011.
Le comité national pour la défense des droits des chômeurs créé en février 2011.
Le mouvement des jeunes du 8 mai fondé en décembre 2013 par la journaliste Manar Menasri,.
Le mouvement "Barakat" créé début mars 2014, contre le quatrième mandat du président Abdelaziz Bouteflika est fondé par Amira Bouraoui et l'auteur et journaliste à El Watan Mustapha Benfodil, avec le journaliste Mehdi Bsikri, l'activiste Samir Belarbi, l'avocat Abdelghani Badi, le porte-parole du mouvement est Sid Ali Filali Kouidri. Le mouvement Barakat œuvre pour « l'instauration d'un Etat de droit avec des institutions fortes de leur légitimité, une justice indépendante, des contre pouvoirs populaires efficaces, des syndicats autonomes, une vie politique démocratique réglée par un contrat national, social et politique qui garantisse les libertés individuelles et collectives » ainsi qu'une « période de transition ».
Le Front RAFD (جبهة رفض) (Front du Refus) créé le 13 mars 2014 par Rachid Aouine et Abdallah Benaoum contre le quatrième mandat du président Abdelaziz Bouteflika, il regroupe le mouvement des jeunes du 8 mai 1945 de Manar Menasri, le Front National pour la Protection des Richesses et la Lutte contre la Corruption (الجبهة الوطنية لحماية الثروة ومكافحة الفساد) et le Collectif National des familles de disparus. Ils se réunissent à la salle Harcha d'Alger le 21 mars 2014 avec les personnalités qui constitueront la Coordination nationale pour les libertés et la transition démocratique, mais le front RAFD refuse de participer à la rencontre du 10 juin 2014.
La Coordination nationale pour les libertés et la transition démocratique ou CNLTD ou CLTD (ou Mazafran I et II) créée le 10 juin 2014.